# Bandi Kati
Bandi Kati, névváltozat: Bandi Katalin (Marosvásárhely, 1952. július 4. –) erdélyi textilművész, iparművész, Bandi Dezső lánya.

## Életútja
1966 és 1970 a marosvásárhelyi Művészeti Középiskola tanulója, 1972 és 1976 között pedig a kolozsvári Ion Andreescu Képzőművészeti Főiskola hallgatója volt. Munkahelyei: szabadúszó iparművész (1976–1990), Maros-Textil Szövetkezet tervezője (1990–1996), 1996-től textiltervező és -kivitelező kft. (ruhatervezés,egyházi textiliák,lakberendezés, reklám stb.) Munkásságát méltatták az Utunk, Művelődés, Vörös Zászló, A Hét, Erdélyi Figyelő, Romániai Magyar Szó, Erdélyi Riport, Krónika, Népújság, Dialog Textil, Jurnalul de Mureș hasábjain.

## Kiállítások (válogatás)

### Egyéni kiállítások
- 1979: Ruhatervezés, Apolló Galéria, Marosvásárhely
- 1990: Utazó kiállítás Miholcsa Józseffel: Székelyudvarhely, Kézdivásárhely, Csíkszereda, Brassó
- 1991: Utazó kiállítás „Krónikás ének”-kel : Arad, Szatmár, Békéscsaba, Munkács stb.
- 1997: Ruhatervezés, Stockholm
- 2002: Kuti Dénessel a marosvásárhelyi Kultúrpalotában: ruhatervezés, faliszőnyeg
- 2002: Faliszőnyeg, Nyárádszereda
- 2004: Faliszőnyeg és ruhatervezés, Kultúrpalota, Marosvásárhely
- 2005: Faliszőnyeg és ruhatervezés, Bernády-ház, Marosvásárhely
- 2005: Faliszőnyeg és ruhatervezés, Román Kulturális Központ, Bécs
- 2005: Pasztell tájképek, Székelyudvarhely
- 2007: Gyűjteményes kiállítás, DIO-ház, Szászrégen
- 2010: Ruhatervezés, pasztell, üvegfestés, hímzett faliképek, Bernády-ház, Marosvásárhely

### Ruhabemutatókon való részvétel
- 1995 :Rocris divatfesztivál, Beszterce
- 1995-96-97: Transilvania Fashion, Kolozsvár
- 1996-97: Nagy operabál, Kolozsvár
- 1998: Zilele modei, Bukarest
- 2003-2004: Spring fashion, Marosvásárhely

### Egyéni ruhabemutatók
- 1992–94: Székelyudvarhely
- 1994–96: Magyar Kulturális Központ, Bukarest

### Csoportos kiállítások
- 1972-1976: Diákfesztiválok Kolozsváron
- 1976-1989: Részvétel a Maros megyei tárlatokon
- 1997: Textil ’97 Marosvásárhely
- 1998: NEON Pincegaléria, Marosvásárhely
- 2002-2010 ARIADNE Szalon, Marosvásárhely
- 2002: Téli tárlat, Marosvásárhely
- 2004: Vármegye Galéria, Budapest
- 2004: Bolyai János Alkotótábor, Marosvásárhely
- 2008: Budapest, Bécs, Párizs Promocult-projekt, a Bolyai Alkotótábor kiállításai
- 2011-12-13:”Vadárvácska”Alkotótábor kiállításai
- 2013: ILKA KERTJE Gödöllő
- 2014: Borospataki Alkotótábor kiállítása, Bernády-ház, Marosvásárhely
- 2014: ARIADNE Szalon, Marosvásárhely
- 2014: Barabás Miklós Céh-Bernády-ház, Marosvásárhely
- 2015 Bernády-alapítvány

## Díjai, kitüntetései
- 1995: Rocris fesztivál, I. díj
- 1995: Transilvania Fashion, III. díj
- 1997: Transilvania Fashion, nívódíj
- 2010: Ariadne-közönségdíj
- 2011: Világ legszebb boltja, Los Angeles: Store Fixture Award for Galeriile Sabion, Bucharest (csoportos díj)
- 2015 Ariadne-díj
- 2017 EMKE, Értékteremtők-díj
- 2019 Ariadne-közönségdíj

## Tagságok
- Barabás Miklós Céh
- Romániai Képzőművészek Szövetsége, Maros megyei fiókjának vezetőségi tagja